# Андрущенко, Андрей Иосифович
Андре́й Ио́сифович Андрущенко (23 сентября 1906 — 8 марта 1967) — советский историк, декан историко-международного факультета МГИМО, научный сотрудник Института истории АН СССР.

## Биография
По окончании Волынского института образования в 1924 году работал учителем, затем директором средней школы. В 1939 году окончил вечернее отделение Московского городского педагогического института. С началом Великой Отечественной войны служил в 4-й морской бригаде Балтийского флота, участвовал в обороне Ленинграда, награждён орденом Отечественной войны 2-й степени. Тяжело ранен в октябре 1941 года, в результате ранения более пяти лет был прикован к постели.
В 1943 году был зачислен в аспирантуру Московского Государственного университета, профессора и преподаватели исторического факультета для приема экзаменов приезжали к нему на дом. В 1947 году защитил кандидатскую диссертацию об Архипелагской экспедиции русского флота в 1769—1774 годах. На основе данной работы позднее А. И. Андрущенко в 1951 году опубликовал книгу «Адмирал Ушаков».
После выздоровления преподавал историю СССР в МГИМО, был доцентом кафедры истории СССР, деканом историко-международного факультета. Последние десять лет жизни был научным сотрудником Института истории АН СССР. С 1951 года занялся тематикой Крестьянской войны 1773—1775 годов в России, был включён в авторский коллектив по подготовке трёхтомной монографии о восстании Пугачёва. На основе собранных материалов, не вошедших в данную коллективную работу, Андрущенко защитил докторскую диссертацию «Крестьянская война 1773—1775 гг. на Яике, в Приуралье, на Урале и в Сибири», изданную отдельной книгой уже после его смерти.
Умер в 1967 году. Похоронен на Головинском кладбище.